# It's My Life/Your Heaven
「It's My Life/Your Heaven」（イッツ マイ ライフ/ユア ヘブン）は、YUIの18枚目のシングル。2011年1月26日にSony Music Recordsから発売された。

## 概要
2011年第1弾シングル。「It's all too much/Never say die」以来4作ぶり、3度目の両A面シングル。初回限定盤はDVDが同梱されている。
オリコン週間シングルランキングでは初登場3位を獲得。YUIのシングル曲がオリコン3位以下を記録したのは、「Namidairo」以来7作ぶり。

## 収録曲
CD
（全作詞・作曲：YUI）
1. It's My Life [3:17]
作詞作曲YUI  編曲：近藤ひさし
  - ユーキャン2011年度キャンペーンCMソング
2. Your Heaven [3:14]
作詞作曲YUI 編曲： 近藤ひさし
  - SONYウォークマン PlayYou. 「キミの知らない音project」CMソング。

2010年12月24日放送の「ミュージックステーションスーパーライブ」で披露された。
3. Rain 〜YUI Acoustic Version〜 [3:59]
編曲：YUI &  近藤ひさし
恒例となっている前シングル曲のアコースティックバージョン。
4. It's My Life 〜Instumental〜

DVD
1. Your Heaven -Video Clip-
2. Yui In Sweden Movie
「Play you.」のプロジェクトの様子を撮影した映像。

## 収録アルバム
| 曲名         | アルバム                | 発売日        | 備考                  |
| ------------ | ----------------------- | ------------- | --------------------- |
| It's My Life | 『HOW CRAZY YOUR LOVE』 | 2011年11月2日 | 5thオリジナルアルバム |